# Manco Cápac
Manco Cápac (du quechua Manqu Qhapaq) ou Ayar Manco est, selon certains chroniqueurs, le premier souverain du peuple inca à Cuzco, et l'ancêtre mythique des Incas, fondateur de leur dynastie et héros civilisateur quasi divinisé. Il est le principal protagoniste des deux légendes les plus connues sur l'origine des Incas : la Légende de Manco Cápac et Mama Ocllo et la Légende des frères Ayar.
Il eut comme épouse principale sa sœur Mama Ocllo, avec laquelle il engendra son successeur Sinchi Roca, ainsi que d'autres épouses comme Mama Huaco qui passait pour être une femme expérimentée et aguerrie. S'il est mentionné dans les chroniques et est considéré comme le point de départ pour expliquer l'origine des Incas, son existence historique, entre légende, mythologie et réalité, reste un mystère non définitivement élucidé.

## Controverse
L'existence historique de Manco Cápac a été mise en doute par certains historiens. Mais la majorité des auteurs le considèrent comme un personnage réel, et fondent leurs arguments sur des preuves telles que la descendance de sa vraie lignée nommée Chima Panaca (es),, laquelle avait sa place dans la noblesse inca jusqu'à la conquête espagnole. Cette conception s'appuie sur les chroniques, et aussi sur des preuves archéologiques telles que le temple construit par Manco Cápac, el Inticancha  (ce qui signifie : « l'enceinte du dieu Soleil Inti ») rénové plus tard par ses successeurs et appelé jusqu'à nos jours Coricancha, le fameux Temple du Soleil de Cuzco. Certains auteurs lui attribuent aussi la construction de son palais résidentiel, appelé  Colcampata (es), dont on peut encore aujourd'hui voir les restes situés sur les flancs du sanctuaire - forteresse de Sacsayhuamán et qui est considéré comme le plus ancien des quartiers de Cuzco, où vivaient les premiers habitants. Plus tard, Manco Cápac puis ses descendants jusqu'à Cápac Yupanqui élurent résidence dans l'Inticancha lui-même quand il fut construit.
On admet donc aujourd'hui que Manco Cápac fut un personnage historique, chef de guerre et chef religieux d'une ancienne tribu nomade ou migrante, ancêtre et fondateur d'une lignée attestée au Cuzco au moment de la Conquête. Même si de nombreux traits de son épopée relèvent à l'évidence de la légende, il reste que, selon l’archéologue, historienne et sociologue péruvienne María Rostworowski, tout peuple conserve dans ses épopées et ses légendes, sous forme métaphorique, la vérité de ses origines lointaines et oubliées dont elles sont la rémanence  mémorielle . Et comme elle le dit encore, citant  Riva Agüero : 

« Manco Cápac fut sans doute un roitelet barbare, le chef d’une bande d’envahisseurs qui vécurent dans la confrontation et la guerre perpétuelle [finalement victorieuse] pour la possession des territoires de Pacaritambo et de Cuzco. »

Après ces confrontations et plusieurs péripéties, l’installation réussie de la tribu inca de Manco dans la région de Cuzco indique qu’elle fusionna plus ou moins avec les populations déjà sur place.

## Rôle principal dans les légendes

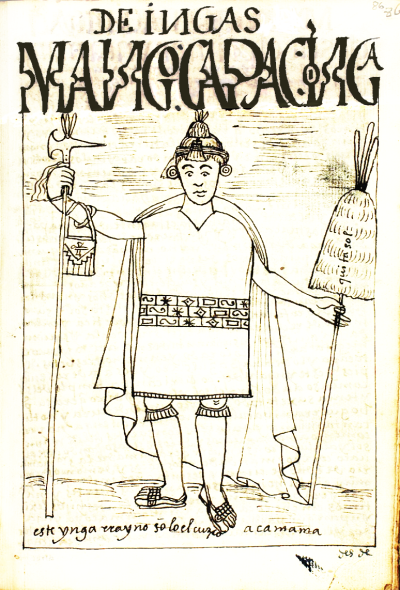
Le premier Inca mythique et ancêtre tribal : Manco Cápac, dessin de Felipe Guaman Poma de Ayala dans Nueva crónica y buen gobierno (1615).

Manco Cápac est le protagoniste des deux principales légendes qui expliquent l'origine de l'empire Inca. Toutes deux coïncident sur le fait qu'il fut le fondateur du peuple Inca à Cuzco et que son épouse principale fut Mama Ocllo.

### Légende des frères Ayar
Cette légende Inca de tradition orale raconte que quatre frères, issus de la grotte de Pacaritambo, et leurs quatre épouses arrivèrent à Cuzco après une série d'aventures. Un de ces quatre frères, Ayar Manco réussit à fonder la cité Inca de Qosqo (l'actuel Cuzco) devenant ainsi le premier gouverneur de l'empire Inca et prenant ainsi le nom de Manco Cápac.

### Légende de Manco Cápac et Mama Ocllo
Cette légende raconte que Manco Cápac et Mama Ocllo, enfants du dieu soleil Inti (lui-même fils de Viracocha, le dieu créateur), frère et sœur et mariés l'un à l'autre, seraient nés de l'écume du lac Titicaca, avec la mission d'apporter la civilisation aux hommes après le grand déluge qui avait tout dévasté et de fonder la capitale du futur empire dans un lieu fertile. Cette capitale serait établie à l'endroit où s'enfoncerait la crosse sacrée de Manco Cápac, ce qui se produisit dans la vallée de la rivière Huatanay, là où se situe Cuzco, qui signifie « nombril du monde » en langue quechua. Manco Capac enseigna alors aux hommes l'agriculture et l'artisanat et Mama Ocllo enseigna aux femmes l'art du tissage.
Pour remercier le soleil, Manco Capac et Mama Ocllo décidèrent de construire le temple du soleil. Il ordonna ensuite une assemblée des tribus voisines et se présenta comme le fils de Dieu et comme un grand civilisateur.
Cependant, par manque de tradition écrite, hormis celle qui débuta avec la publication de l'œuvre Comentarios Reales de los Incas (commentaires royaux des Incas) de l'écrivain Inca Garcilaso de la Vega, l'authenticité de cette légende en tant que légende inca est mise en doute. Certains affirment même qu'il fut l'auteur de cette légende vers 1609.
Manco Cápac est le protagoniste des deux légendes les plus connues sur l'origine des Incas, cependant l'histoire officielle a sa propre version basée sur les chroniques et les rares traces archéologiques.

## Biographie

### Origine
Manco Cápac naquit probablement à Tampu tocco, lieu d'une des nombreuses périodes de repos que firent les survivants de son ethnie (Taipicala) en échappant aux invasions des Aymaras dans l'Altiplano andin. Son père s'appelait Apu Tambo, nom que les chefs locaux prirent ensuite. L'exode lors duquel naquit Manco Cápac dura environ vingt ans pendant lesquels ils parcoururent 500 km seulement, ayant un style de vie semi-nomade.

### Fondation de la «chefferie» inca
Manco Cápac naquit donc au cours d'un lent exode, et quand son père mourut, il dut continuer à diriger son peuple constitué d'une dizaine de familles (ayllus). Le trajet que parcoururent les Taipicala, selon les versions officielles, concorde clairement avec le trajet décrit dans la légende des frères Ayar. En arrivant dans la vallée de Cuzco, les Incas combattirent trois petites ethnies (les Sahuares, les Huallas et les Ayar Uchos ou Alcahuisas).
Le terrain qu'occupèrent initialement les Incas correspond aux environs de l'actuelle Plaza de Armas (Place des Armes) de Cuzco ; à cette époque il s'agissait d'une zone marécageuse traversée par deux ruisseaux. À Cuzco, Manco Cápac fonda quatre quartiers : le quartier Chumbicancha (quartier des tisserands), le quartier Quinticancha (quartier du colibri), le quartier Sairecancha (quartier du tabac) et le quartier Yarambuycancha (le quartier du « mélange »).

### Lutte pour la domination
Une fois établis à Cuzco, Manco Cápac et son peuple n'occupèrent qu'une petite partie du territoire de la vallée de Cuzco ; d'autres peuples plus puissants occupaient la même vallée, y compris au Nord où menaçait un État confédéré d'Ayarmacas et de Pinaguas. Toutes ces ethnies considéraient les Incas comme des envahisseurs, ce qu'ils étaient certainement. Durant son règne, Manco Cápac dut lutter et se défendre contre les attaques continues de ces ethnies. Son successeur, Sinchi Roca, dut lui aussi, à certaines occasions, combattre ces ethnies.

### Décès
Manco Cápac mourut de mort naturelle et fut momifié et conservé dans l'Inticancha (espace dédié au dieu soleil Inti, devenu le Coricancha) jusqu'au règne de Pachacútec qui ordonna son transfert au temple du lac Titicaca. À Cuzco, il ne reste qu'une seule statue en son honneur. Ce fut Pachacútec également qui inventa et diffusa les légendes de l'origine des Incas afin de « diviniser » les exploits incas et de promouvoir l'identité inca, et ainsi unifier son empire.

Galerie de portraits de Manco Cápac (diverses époques) montrant la rémanence de certains traits dans la représentation symbolique du premier inca.
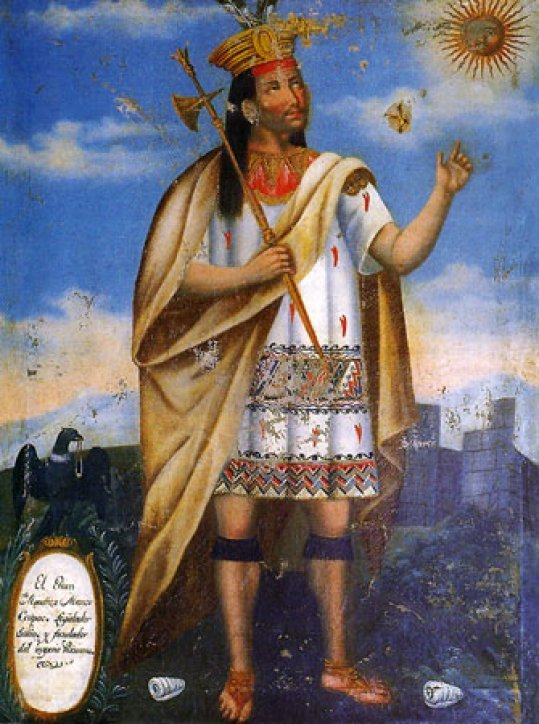
Tableau du XVIIIe siècle, représentatif du style de l'École de Cuzco.
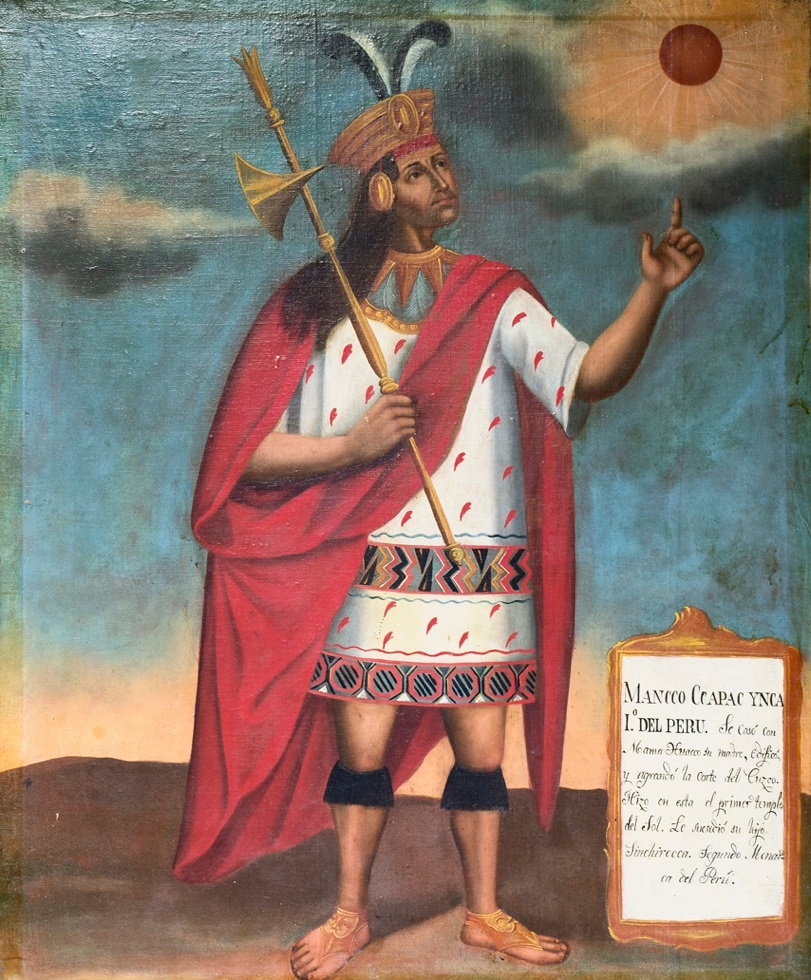
Autre tableau du XVIIIe siècle.
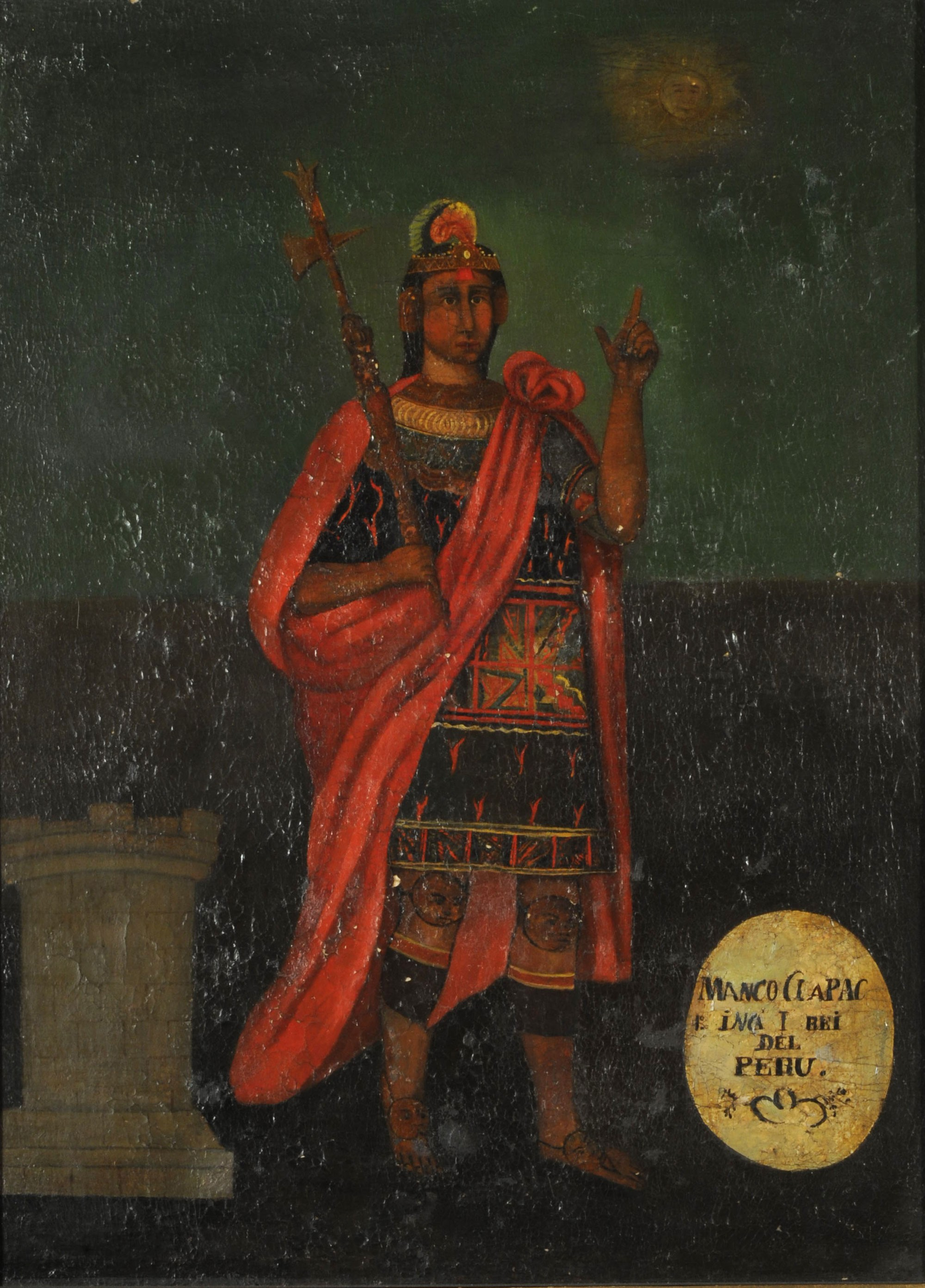
Tableau anonyme du XIXe siècle conservé au  Musée National des Beaux-Arts d'Argentine.
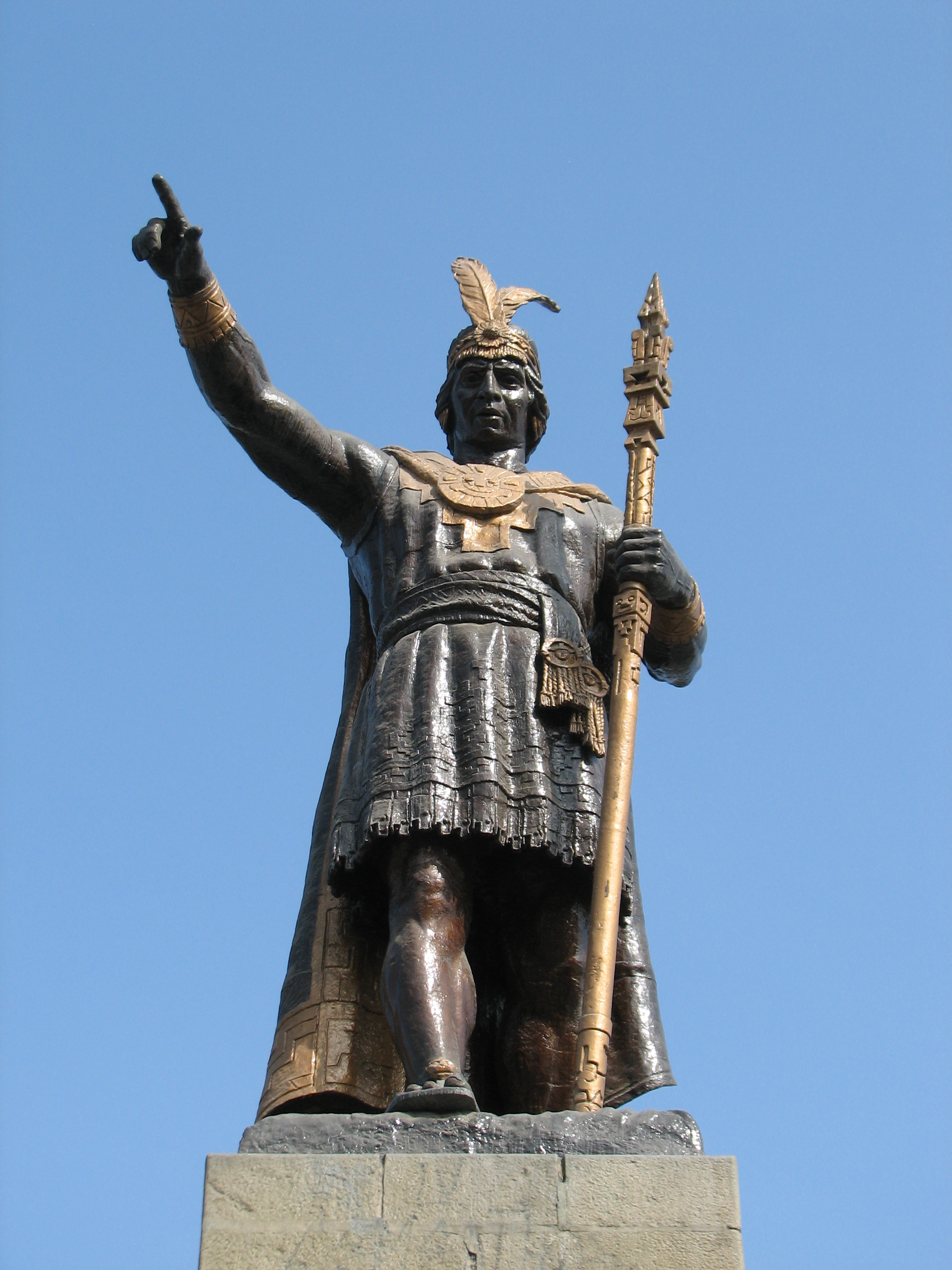
Statue de Manco Cápac sur la Plaza Manco Cápac, district de La Victoria (Lima), Pérou.
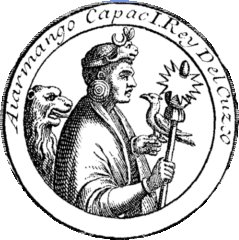
Médaillon au frontispice de l'"Historia general de los hechos de los castellanos..." par Antonio de Herrera (1615).
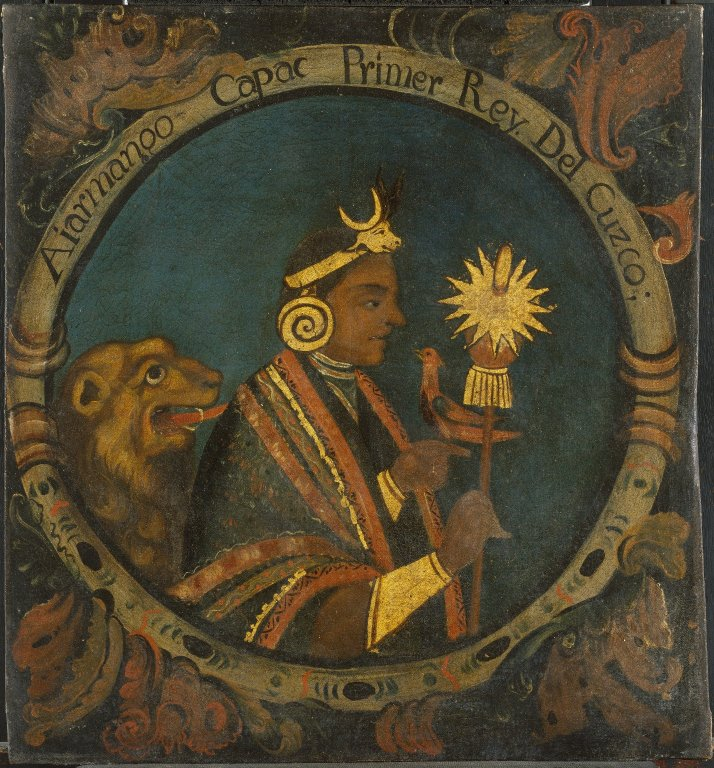
Tableau du XVIIIe siècle. Collections du Brooklyn Museum[7].
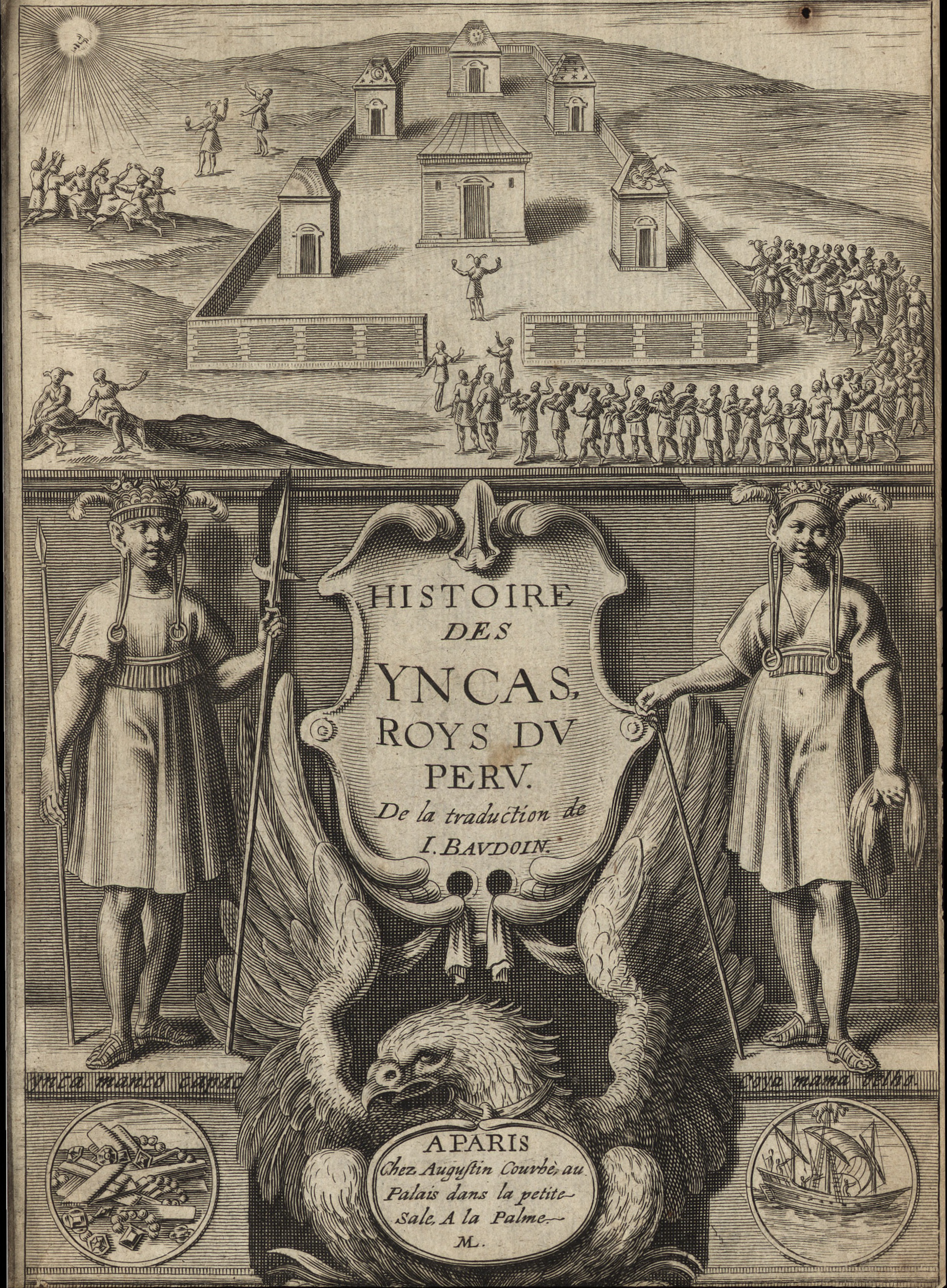
Portraits de Manco Cápac et de Mama Ocllo Coya (1633)[8].

## Dates

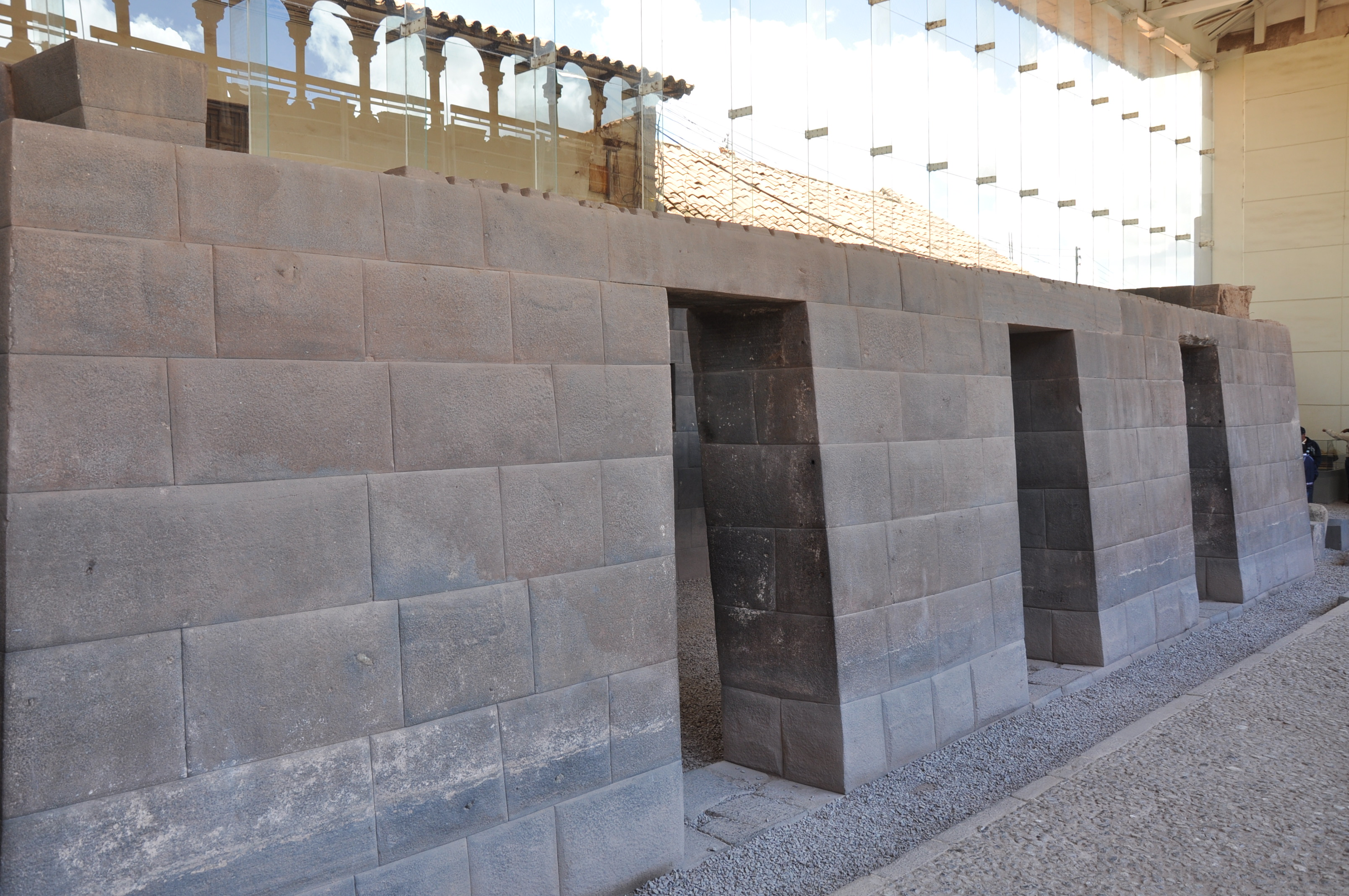
Murs incas subsistant du Coricancha, le temple du Soleil du Cuzco.

Les années d'existence et de règne de Manco Cápac font l'objet de doutes et de débats entre les historiens et les chroniqueurs, presque autant que de savoir s'il est un personnage historique ou mythique. Les dates que donnent les diverses études varient même de plusieurs siècles, comme les dates avancées par Sarmiento (en 1572). Cet historien considère que le premier Inca naquit en 521 et régna entre 565 et 656, c'est-à-dire qu'il vécut 135 ans et régna 91 ans (une exagération évidente). Selon Cabello Balboa (en 1586), Manco Cápac régna entre 945 et 1006, c'est-à-dire pendant 61 ans. D'autres sources évoquent 41 ans de règne, entre 1021 et 1062. Selon d'autres historiens, il régna pendant 28 ans, entre 1150 et 1178. Les dates les plus tardives parlent de 30 années de règne entre 1226 et 1256.

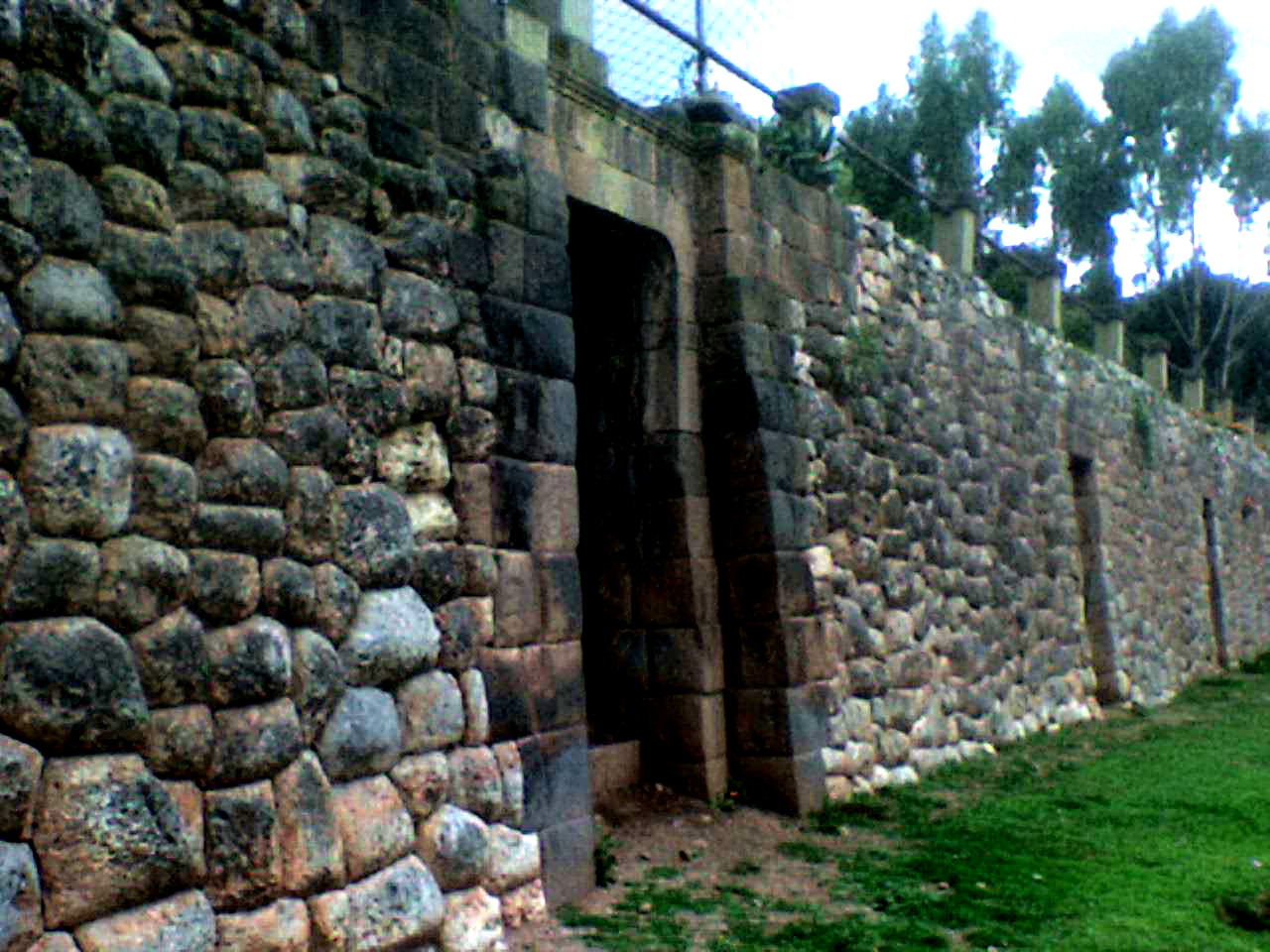
Murs incas de Colcampata, l'ancien palais de Manco Cápac à Cuzco.

## Œuvres
- On lui attribue la construction de l'Inticancha, l'actuel Coricancha ou temple du Soleil de Cuzco.
- Son palais, nommé Colcampata (es) fut utilisé après sa mort comme entrepôt d'alimentation, puis fut le lieu de séjour de Sayri Tupac[6].